# Diecezja Bereina
Diecezja Bereina (łac. Diœcesis Bereinitana) – diecezja rzymskokatolicka w Papui-Nowej Gwinei. Powstała w 1959 jako wikariat apostolski wyspy Yule. W 1966 podniesiona do rangi diecezji i otrzymała obecną nazwę. Autor herbu jest słowacki heraldyk Marek Sobola. Herb został przyjęty w 2016 roku.

## Główne świątynie
- Katedra: Katedra Niepokalanego Serca Najświętszej Maryi Panny w Bereinie

## Biskupi ordynariusze
- Eugène Klein MSC (1960–1971)
- Louis Vangeke MSC (1976–1979)
- Benedict To Varpin (1979–1987)
- Luke Paul Matlatarea MSC (1988–1998)
- Gérard-Joseph Deschamps SMM (1999–2002)
- John Ribat MSC (2002–2007)
- Rochus Josef Tatamai (2007-2018)
- Otto Separy (2019- )